# مجلس رئاسة الجمهورية (العراق)
يتمثل مجلس الرئاسة في العراق في رئيس الجمورية ونائبيه.
يتم انتخاب أعضاء مجلس الرئاسة على شكل «قائمة واحدة» من قبل أغلبية ثلثي مجلس النواب العراقي.

## نبذة تاريخية
تم انتخاب أول مجلس رئاسة من قبل الجمعية الوطنية في 6 أبريل 2005. وبعد أكثر من شهرين من المفاوضات بين الائتلاف العراقي الموحد والتحالف الوطني الكردستاني والقوى السياسية الأخرى، تم انتخاب الزعيم الكردي جلال طالباني رئيسا للعراق، وتم انتخاب عضو الائتلاف العراقي الموحد وعضو المجلس الأعلى عادل عبد المهدي والرئيس المنتهية ولايته غازي الياور نائبين له.
وتألف مجلس الرئاسة الثانية، بموجب الدستور الجديد في العراق، من الرئيس العراقي جلال الطالباني، ونائبي الرئيس عادل عبد المهدي وطارق الهاشمي.
ويقرر الدستور العراقي النافذ ان مجلس الرئاسة هو مجلس مؤقت ينتهي العمل به ويبقى فقط رئيس الجمهورية كمنصب معترف به وله الحقوق بدءا من الدورة التشريعيه الثانية وهو الامر الذي لم يعمل به لحد الآن